# Matrjoška
Punčka matrjoška (матрёшка) je tradicionalna ruska igrača. Gre za niz punčk, večje velikosti proti manjši znotraj druge v drugi.
Lesena figurica matrjoška je ruska igrača in spominek. Izvorno gre za votli kipec deklice, ki se odpre, v njem je bila manjša votla deklica in notri še manjša. Praviloma mora biti v garnituri figuric najmanj pet, lahko pa jih je tudi 50. V novejšem času figurice nimajo samo ženske podobe, ampak tudi druge like. Kot politični spominek je zaželena matrjoška v podobi Lenina, ki skriva oziroma rojeva vse kasnejše sovjetske voditelje, najmanjši pa je Putin.
V nekaterih deželah je znana pod imenom babuška, ne pa v sami Rusiji, kjer je to oznaka za starejšo žensko.

## Oblika
Matrjoško predstavljajo votle lesene figure, ki se razdelijo na pol. To razkrije manjšo figuro, v kateri je ponovno še manjša. Postopek se konča z najmanjšo matrjoško, ki se je ne da deliti. Tradicionalno je število ugnezdenih punčk najmanj pet, vendar je lahko število še večje, tudi do nekaj deset. Moderne punčke so velikokrat sestavljene iz lihega števila punčk, kar pa ni strogo pravilo. Originalni set punčk Zvijozdočkina je bil za primer sestavljen iz sodega števila punčk. Oblika je valjasta z zaokroženim vrhom za glavo, ravnim delom na dnu in z malo ali nobenim štrlečim elementom. Punčke nimajo rok (razen tistih ki so naslikane). Tradicionalno je prvi del matrjoške ženska, oblečena v sarafan. Figure znotraj te so lahko obeh spolov, najmanjša, najgloblja punčka pa je po navadi otrok, narejen iz enega kosa lesa (ki se ne deli oz. odpira). Umetnost je barvanje vsake posamezne punčke, kar zna biti zelo zahtevno. 
Matrjoška je po navadi oblikovana, da sledi določeni temi, na primer predstavlja kmečko dekle v narodni noši, vendar je lahko tema karkoli, od pravljičnih likov do političnih voditeljev.

## Zgodovina
Prvi ruski set matrjošk je bil izdelan leta 1890, izrezal ga je Vasilij P. Zvjozdočkin, dizajn zanjo pa je predstavil Sergej Vasiljevič Maljutin. Maljutin je bil domači obrtni slikar in arhitekt. Set je poslikal Maljutin, ki je dobil navdih pri japonskih lesenih lutkah, ki predstavljajo Šiči-fuku-jin, sedem bogov prihodnosti. Maljutinov set je vseboval osem punčk, prvo je bilo dekle, ki drži petelina, šest notranjih punčk je bilo deklet, peti je bil fantek in najmanjša punčka otrok. Leta 1900 je žena Sava Ivanoviča Mamontova predstavila punčke na svetovni razstavi v Parizu, kjer so si igrače prislužile bronasto medaljo. Kmalu po tem so babuške pričeli izdelovati širom Rusije.